# Urothoe hesperiae
Urothoe hesperiae is een vlokreeftensoort uit de familie van de Urothoidae. De wetenschappelijke naam van de soort is voor het eerst geldig gepubliceerd in 1997 door Conradi, Lopez-Gonzalez & Bellan-Santini.